# Galerie Jacob
La Galerie Jacob est une galerie d'art fondée à Paris en 1966 par Denise Renard. 

## Historique
C'est avec l’appui d’artistes tels qu’Árpád Szenes, Olivier Debré, Maria Helena Vieira da Silva, Serge Poliakoff, que Denise Renard fonde en 1966 la Galerie Jacob au 28 rue Jacob dans le 6e arrondissement de Paris.
Elle fait alors le choix de montrer « une peinture très intériorisée qui cherche à entraîner le spectateur dans “l’espace du dedans” par le langage allusif de la forme et de la couleur. [...] accueillir toute expression plutôt secrète et méditative de la peinture, sans renoncer pour autant à la figuration. ». 
Parmi les artistes de la galerie : Wolfgang Gäfgen, Janice Biala, Maria Helena Vieira da Silva, Arpad Szenes, Charles Marq, Miklos Bokor, Daniel Brustlein, Geneviève Asse, Brigitte Simon, Sergio de Castro, Denise Esteban, Véra Pagava, Jeanne Coppel, Michel Duport, François Dilasser, Antoni Ros Blasco, Christian Legendre, Anne Moreau…
Denise Renard publie aussi des livres d'artistes, parmi lesquels les deux premiers livres de poèmes de Claude Esteban, La Saison dévastée en 1968, avec des pointes-sèches de Brigitte Simon, et Celle qui ne dort pas en 1971, avec des aquatintes de Charles Marq. 
La galerie ferme ses portes en 1997.